# Linda Boström Knausgård

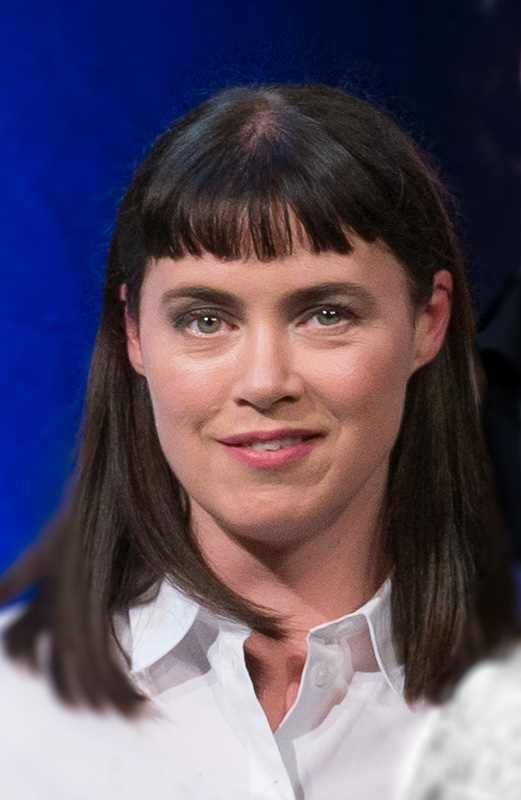
Linda Boström Knausgård 2016

Linda Boström Knausgård (* 15. Oktober 1972 in Boo, Schweden) ist eine schwedische Lyrikerin und Autorin.

## Leben und Werk
Linda Boström Knausgård ist die Tochter der Schauspielerin Ingrid Boström. Wie auch ihr alkoholkranker Vater leidet sie an einer bipolaren Störung, welche bei ihr im Alter von 26 Jahren festgestellt wurde und welche sie in einer Dokumentation für den schwedischen Radiosender Sveriges Radio thematisierte. 2007 heiratete sie den norwegischen Schriftsteller Karl Ove Knausgård, der das Familienleben mit den vier gemeinsamen Kindern ausführlich in seinem erfolgreichen Romanzyklus Min Kamp (wörtlich: Mein Kampf) schilderte. Das Paar gab 2016 seine bevorstehende Scheidung bekannt. 2020 gab sie in einem Interview mit der britischen Wochenzeitung The Observer zu, damals sehr verärgert über die Darstellungen ihrer Person in seinen Büchern gewesen zu sein („I have made my peace with the books now but in reality I was so angry about what he wrote“); seine Sicht auf sie sei sehr beschränkt gewesen („His view of me was so limited, he saw only what he wanted to see.“). Boström Knausgård zog zum Jahresanfang 2020 nach London, um ihren Kindern nahe zu sein, die bis zu diesem Zeitpunkt bei ihrem Vater leben.
1998 veröffentlichte Boström Knausgård ihr Erstlingswerk, den Gedichtband Gör mig behaglig för såret, der positiv von der Kritik aufgenommen wurde. Ihren Durchbruch in Schweden schaffte sie 2011 mit der Kurzgeschichtensammlung Grand Mal. 2013 veröffentlichte Boström Knausgård ihren ersten Roman mit dem Titel Helioskatastrofen.
Erst mit ihrem zweiten Roman Välkommen till Amerika (deutsch: Willkommen in Amerika) aus dem Jahr 2016 schaffte sie schließlich den internationalen Durchbruch. Sie wurde damit für den renommierten schwedischen August-Preis nominiert. Es handelt sich bislang um ihr einziges ins Deutsche übersetztes Buch. Im August 2019 wurde in Schweden ihr zweiter Roman Oktoberbarn veröffentlicht, der autobiographische Elemente enthält und die Trennung von ihrem Ehemann sowie die Erfahrungen der Autorin mit Elektroschocktherapie in der Psychiatrie verarbeitet.

## Veröffentlichungen
- Gör mig behaglig för såret, 1998.
- Grand Mal, 2011.
- Helioskatastrofen, 2013.
- (zusammen mit der Fotokünstlerin Christina Ottosson Öygarden) Om jag behövde dig: If I needed you, Stockholm: Modernista, 2015, ISBN 978-91-7645-060-4.
- Välkommen till Amerika, 2016.
  - Willkommen in Amerika. Übersetzung ins Deutsche von Verena Reichel. Schöffling & Co., Frankfurt am Main 2017, ISBN 978-3-89561-123-0.
- Oktoberbarn, 2019.
  - Oktoberkind. Übersetzung ins Deutsche von Ursel Allenstein. Schöffling & Co., Frankfurt am Main 2022, ISBN 978-3-89561-124-7.

## Nachweise
1. ↑  Sune Johannesson: Skrivandets dröm lever i Glemmingebro. In: Ystads Allehanda. 15. Januar 2013, abgerufen am 19. Februar 2019 (schwedisch).
2. 1 2 3 4 5 6 7 8  Barbara Fellgiebel: Linda Boström Knausgård im Gespräch: »Nur wenn ich schreibe, fühle ich mich frei«. In: Literaturcafe. 23. Februar 2018, abgerufen am 19. Februar 2019.
3. ↑  Maria Schottenius: Hennes kamp är explosiv. In: Dagens Nyheter. 27. Mai 2013, archiviert vom Original am 27. Mai 2013; abgerufen am 19. Februar 2019 (schwedisch).
4. 1 2 3 4  Lisa O'Kelly: Linda Boström Knausgård: 'I would like to be seen as a person and author in my own right'. In: The Guardian. 10. Mai 2020, abgerufen am 11. Juni 2020 (britisches Englisch).
5. ↑  Edelgard Abenstein: Linda Boström Knausgård: "Willkommen in Amerika" - Mit poetischer Zartheit des Tonfalls. In: Deutschlandfunk Kultur. 8. August 2017, abgerufen am 19. Februar 2019.
6. ↑  Beatrice von Matt: Linda Boström Knausgårds Kindergeschichte ist alles, was die Romane ihres Ex-Mannes Karl Ove nicht sind: kurz, dicht, tief. In: Neue Zürcher Zeitung. 24. Februar 2018, abgerufen am 22. März 2019.
7. ↑  SvD Kultur Redaktion: Paret Knausgård skiljer sig. In: Svenska Dagbladet. 25. November 2016, abgerufen am 22. März 2019 (schwedisch).
8. ↑  Katy Waldman: Linda Boström Knausgård’s Post-“Struggle” IKEA Trip. In: The New Yorker. 30. Dezember 2019, abgerufen am 11. Juni 2020 (amerikanisches Englisch).
9. ↑  Dessa titlar är nominerade till Augustpriset 2016. In: Augustpriset. 24. Oktober 2016, archiviert vom Original am 5. August 2020; abgerufen am 19. Februar 2019 (schwedisch).
10. ↑  Wolfgang Schütz: Knausgård gegen Knausgård. In: Augsburger Allgemeine. 20. November 2017, abgerufen am 19. Februar 2019.
11. ↑  Jens Mattern: Schweden: Fürsorgliche Stromstöße ins Hirn. In: Telepolis. 19. September 2019, abgerufen am 20. September 2019.

| Personendaten    | Personendaten                     |
| ---------------- | --------------------------------- |
| NAME             | Boström Knausgård, Linda          |
| KURZBESCHREIBUNG | schwedische Lyrikerin und Autorin |
| GEBURTSDATUM     | 15. Oktober 1972                  |
| GEBURTSORT       | Boo (Schweden)                    |